# Józef Grzonka
Józef Grzonka (ur. 1 lipca 1897 w Raciborzu - zm. w 1942) – powstaniec śląski.
Urodził się w rodzinie robotniczej, był  synem znanego raciborskiego działacza polskiego Jana. Rodzina mieszkała na przedmieściu Płonia pod Raciborzem. Ukończył szkołę powszechną w Raciborzu. Podczas I wojny światowej służył w armii niemieckiej, gdzie dosłużył się stopnia plutonowego ( unteroffizera) Po powrocie na Śląsk w 1919 należał do Polskiej Organizacji Wojskowej Górnego Śląska na terenie powiatu raciborskiego (16 marca 1919 r. do 31 sierpnia 1921), był organizatorem POW w Płoni i Ostrogu oraz komendantem miejskim w Raciborzu, wyróżnił się w zdobywaniu broni od „Grenzschutzu”. Podczas III powstania śląskiego dowodził jako plutonowy a potem sierżant 5 kompanią 2 baonu 4 pułku strzelców raciborskich. Po podziale Śląska nie wrócił do Raciborza lecz przeniósł się do Wilczy w pow. katowickim, gdzie w 1922 z nadania władz polskich przejął w dzierżawę obszar dworski Wilczy Dolnej wraz z zamkiem i zabudowaniami gospodarczymi na warunkach spłaty tej majętności w okresie 50 lat. W 1926 r. nabył on część majątku. Pozostałą część gruntów rozparcelowano. Należał do koła Związku Powstańców Śląskich w Wilczej Dolnej.
Po wybuchu II wojny światowej jako były powstaniec i patriota polski musiał uciekać z Wilczy więc wyjechał do Małopolski, gdzie ciężko zachorował i zmarł w 1942. Wdowa po nim Bronisława w kilka lat po wojnie została zmuszona do opuszczenia majątku, a jej pracowników usunęła milicja. Po przemianach społeczno-politycznych w 1989 roku rodzinie Grzonków udało się odzyskać swój odebrany majątek.
Dzięki staraniom żony Bronisławy Jego szczątki zostały sprowadzone do Wilczy i pochowane na cmentarzu przykościelnym.

## Odznaczony
- Krzyż Walecznych (7 kwietnia 1922)
- Krzyż na Śląskiej Wstędze Waleczności i Zasługi (10 stycznia 1927)
- Gwiazda Górnośląska (1 listopada 1930)
- Krzyż Kawalera Waleczności b. Armii Ochotniczej Sprzymierzonej gen. Bułaka – Bałachowicza (7 września 1932)
- pośmiertnie Srebrny Krzyż Zasługi (4 kwietnia 1946)[7]